# کازادرو (کالیفرنیا)
کازادرو (به انگلیسی: Cazadero) یک منطقهٔ مسکونی در ایالات متحده آمریکا است که در کالیفرنیا واقع شده‌است. کازادرو ۱۸٫۴۳۵ کیلومتر مربع مساحت و ۴۲۰ نفر جمعیت دارد و ۳۶ متر بالاتر از سطح دریا واقع شده‌است.